# Manifestaciones contra el acoso en la UNAM
Las manifestaciones contra el acoso en la UNAM se refieren a las protestas feministas iniciadas en octubre de 2019 por parte de mujeres universitarias de la Universidad Nacional Autónoma de México para denunciar la violencia contra las mujeres en el entorno universitario y exigir soluciones. Las protestas consistieron en paros separatistas, cierres de planteles, conversatorios y marchas. Se realizaron paros en 11 escuelas y facultades. En enero de 2020 el secretario general de la Facultad de Filosofía y Letras, Ricardo García Arteaga, presentó su renuncia al cargo, respondiendo a una de las demandas de las protestas.

## Origen
A principios de 2019, fue difundida una grabación sin consentimiento en los baños de mujeres de la Facultad de Ciencias de la Universidad Nacional Autónoma de México y su contenido fue incluido en páginas pornográficas. Por otro lado, fueron denunciadas violaciones en las instalaciones de CCH Vallejo y CCH Sur. El 23 de octubre de 2019 estudiantes de la Facultad de Estudios Superiores Cuautitlán realizaron un tendedero donde denunciaron a maestros, trabajadores y alumnos de violencia y acoso sexual.
El 25 de octubre cuatro planteles, la Escuela Nacional Preparatoria planteles 5 José Vasconcelos (ENP 5) y 4 Vidal Castañeda (ENP 4), el Colegio de Ciencias y Humanidades (CCH) Vallejo y la Facultad de Estudios Superiores Cuautitlán (FES Cuautitlán), anunciaron un paro indefinido de labores en protesta por el acoso enfrentado por las mujeres en la UNAM.
El 4 de noviembre se sumó a las protestas la Facultad de Filosofía y Letras (FFyL) realizando un paro separatista que duró hasta el 14 de abril de 2020. Tres semanas después se unieron la ENP 7 y ENP 8, la Escuela Nacional de Estudios Superiores (ENES) de Morelia, y el CCH Azcapotzalco, en el cual al finalizar la asamblea expulsaron a un profesor señalado por acoso sexual.
El 7 de noviembre se organizó un cacerolazo con un recorrido de la Facultad de Ciencias Políticas y Sociales (FCPyS) hasta la FFyL, en apoyo a la toma en esta facultad. Cuando el contingente se dirigió a la Facultad de Ingeniería, las manifestantes vandalizaron las instalaciones y agredieron a estudiantes de la facultad, por lo cual las feministas fueron echadas del lugar.
En febrero de 2020 alrededor de alrededor de 23 planteles que realizaban diferentes movilizaciones y actividades como paros, huelgas y protestas, a los que se unió la Facultad de Artes y Diseño. Hacia finales del mismo mes, la Facultad de Medicina Veterinaria y Zootecnia también se unió a los paros.

## Demandas de las protestas
El documento de peticiones del colectivo Mujeres organizadas de la FFyL planteó 11 puntos, entre ellos que en el Estatuto General de la UNAM se agregue la violencia de género como falta grave, merecedora de expulsión inmediata, la destitución del secretario general, Ricardo Alberto García Arteaga, denunciado por estudiantes por acoso y del jefe de la oficina jurídica, Jesús E. Juárez González, por tener una queja ante la Comisión Nacional de Derechos Humanos (CNDH) por obstaculizar los procesos de justicia para estudiantes. También reclamaron crear una Comisión Tripartita para supervisar y reestructurar la Unidad de Atención a la Violencia de Género, conformada por una abogada, una psicóloga y alguien que aporte un enfoque multidisciplinario; la impartición de talleres de equidad de género de manera obligatoria para profesores, y la implementación de materias con perspectiva de género.

## Consecuencias
En diciembre de 2019 el presidente del Tribunal Universitario y decano de la Facultad de Derecho de la UNAM Eduardo López Betancourt, señaló que las estudiantes tenían razón y que "la institución protege a los profesores y trabajadores que acosan sexualmente a las alumnas". También señaló que:
"hay temor y miedo a la denuncia, ya que algunas autoridades buscan disuadir a los jóvenes que sufren acoso a que no siga y ante eso los sinvergüenzas profesores, o trabajadores, 70% de profesores son acosadores, 25% empleados o administrativos, y 5% alumnos que pretenden incomodar a la comunidad."
El 9 de enero de 2020 el secretario general de la Facultad de Filosofía y Letras, Ricardo García Arteaga, presentó su renuncia al cargo para “no ser un impedimento” en la reanudación de las actividades y manifestó su disposición a que se investiguen sus acciones “de acuerdo a la legislación universitaria”. El mismo día, el rector de la UNAM hizo un llamado al diálogo para poner fin a la toma de instalaciones y reanudar las actividades en la FFyL y las preparatorias 7 y 9.

### Cambio en la legislación universitaria
El 12 de febrero de 2020, el Consejo Universitario de la UNAM aprobó la modificación de los artículos 95 y 99 del Estatuto General para tipificar la violencia de género como una falta grave.

### Creación de la Comisión de Igualdad de Género
El 28 de febrero de ese mismo año, el rector Enrique Graue Wiechers anunció la creación de la Comisión de Igualdad de Género, como dependencia de Rectoría, a cargo de Tamara Martínez Ruíz.